# Mayda Prado
Mayda Prado Alfonso (La Habana, 13 de septiembre de 1953 - Cuernavaca, 16 de diciembre de 2022) fue una soprano y profesora de canto cubana. En 1991 recibió el Premio del Gran Teatro de La Habana.

## Trayectoria
En 1971, María Callas la seleccionó para formar parte de los cantantes que recibirían sus Master Classes en el Instituto Juilliard de Nueva York; posteriormente, la seleccionó nuevamente para las sesiones de 1972. En dicha institución, Prado continuó su formación bajo la tutela del bajo-barítono estadounidense Daniel Ferro, graduándose de una licenciatura y un máster en música.
Fue intérprete en roles protagónicos en compañías de ópera internacionales como en la Ópera Metropolitana de Nueva York, la Ópera Estatal de Connecticut, en la Ópera Nacional de Cuba, en la Ópera de Colombia, en la Ópera Nacional de Cuba, entre otras.
Participó como jurado de canto del Concurso Internacional Homenaje a Ernesto Lecuona, por el Instituto Cubano de la Música y la Sociedad General de Autores y Editores de España.
Fundó del estudio Bel Canto ubicado en Cuernavaca, México, desde el año 2010; en el que se ofertan lecciones, conferencias y asesorías de canto lírico.

## Premios y reconocimientos
- Medalla Martha Baird de la Fundación Rockefeller.[8]
- Premio del Gran Teatro de La Habana (1991).[7]